# Горбенко Іван Тихонович
Горбе́нко Іва́н Ти́хонович (нар. 17 травня 1919 — пом. 22 вересня 1944) — Герой Радянського Союзу, командир 743-го окремого винищувального протитанкового артилерійського дивізіону 3-го гвардійського механізованого корпусу 43-ї армії 1-го Прибалтійського фронту.

## Біографія
Іван Горбенко народився 17 травня 1919 року в селі Пологи-Низ Новосанжарського району на Полтавщині (за іншими даними — в селі Солонці Миргородського району в сім'ї селян-бідняків.
Після закінчення у 1934 році Великосолонцівської неповної середньої школи вчився на робфаці, потім — у Полтавському шляховому технікумі Південної залізниці. Після закінчення навчання у 1938 році був призваний до лав РСЧА — поступив у Севастопольське училище зенітної артилерії. У боях Великої Вітчизняної війни з 1942 року.
У вересні 1944 року війська 1-го Прибалтійського фронту вели запеклі бої з відступаючим ворогом на Ризькому напрямку. Перед 743-м окремим винищувальним протитанковим артилерійським дивізіоном, яким командував капітан І. Т. Горбенко, було поставлене завдання разом з іншими підрозділами прорвати сильноукріплену оборону противника. В ході бою 14 вересня влучний вогонь артилеристів дивізіону Горбенка допоміг піхоті вибити гітлерівців з сильно укріпленого опорного пункту Ієцава. Переслідуючи ворога в бойових порядках стрілецьких підрозділів, воїни дивізіону увірвалися в місто Балдоне.
Підтягнувши свіжі сили противник контратакував. У вирішальний момент бою дивізіон Горбенко вмілим маневром і влучним вогнем зруйнував задум противника. Ворог був дезорганізований і відкинутий. В цьому бою капітан Горбенко Іван Тихонович загинув. Похований мужній артилерист у місті Балдоне в Латвії.

## Вшанування пам'яті
Указом Президії Верховної Ради СРСР від 24 березня 1945 року за зразкове виконання бойових завдань командування на фронті боротьби з німецькими загарбниками і проявлені при цьому відвагу і героїзм капітану Горбенку Івану Тихоновичу присвоєно звання Героя Радянського Союзу (посмертно).
До 2024 року у селищі Нові Санжари була вулиця Горбенка (сучасна Шевська). У селі Руденківка також була вулиця Горбенка (сучасна Ярослава Мудрого)